# Gabriel Poppius

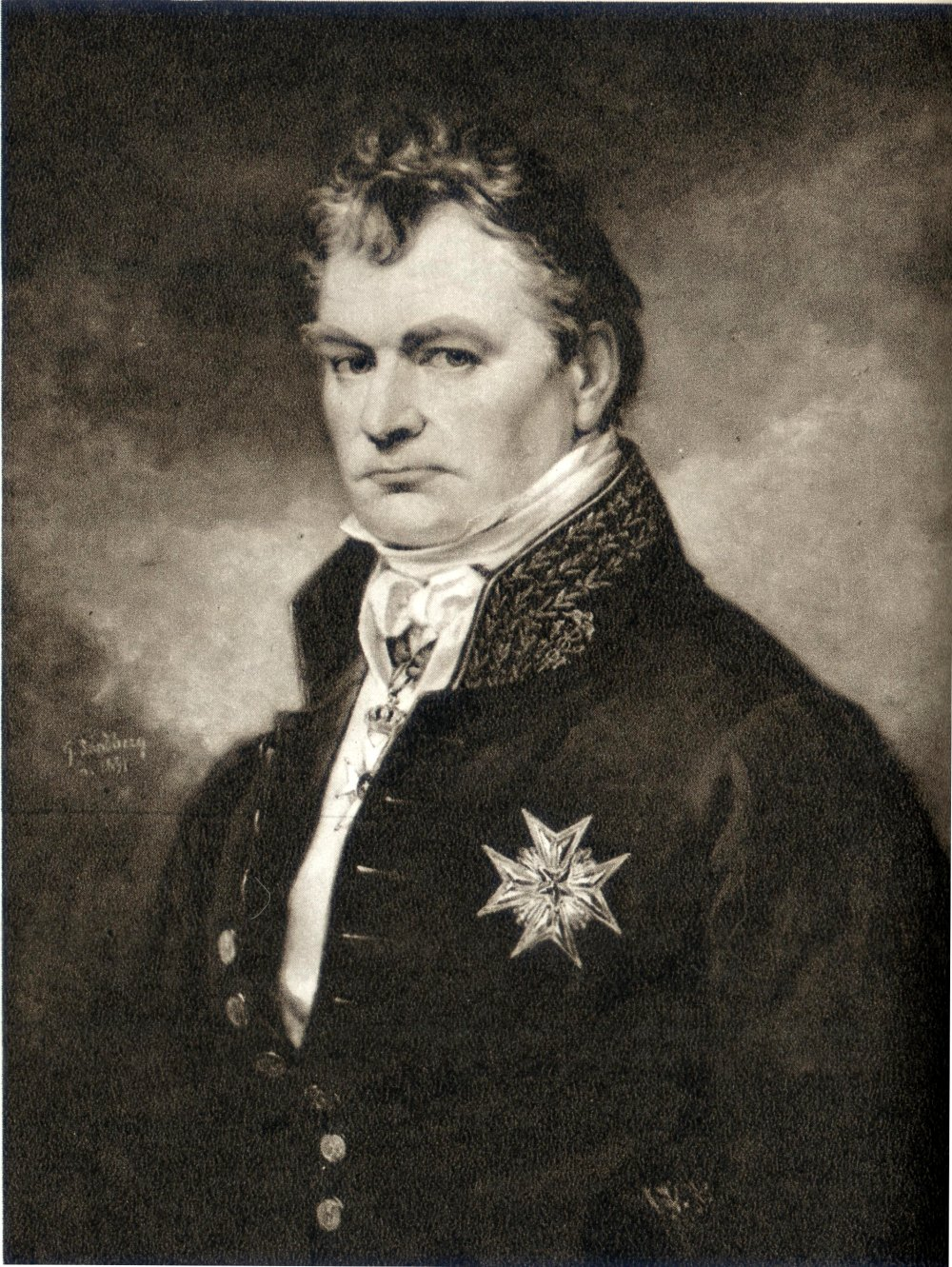
Gabriel Poppius (retrato por Johan Gustaf Sandberg, 1831).

Gabriel Poppius (Jockas, 18 de Fevereiro de 1769 — Estocolmo, 3 de Janeiro de 1856) foi um jurista e político sueco.